# Солнечное затмение 28 июля 1851 года
Полное солнечное затмение 28 июля 1851 года началось на западном побережье Канады. Далее тень двигалась в северо-восточном направлении, пройдя севернее Гудзонова залива по северным островам Канады и пересекла с запада на восток Гренландию. Максимальную длительность затмение достигло в 200 км севернее Исландии в точке с координатами 67°57′11″ с. ш. 19°28′24″ з. д. и составило 3 минуты 41 секунду, что является большим значением для столь высоких затмений по широте. Задев тенью полной фазы только северо-восточную часть острова Исландии, затмение далее вступило на сушу уже в Норвегии. Следующими странами, где можно было наблюдать полное солнечное затмение стали последовательно: Дания, Швеция, Польша (на тот момент Восточная Пруссия, а сейчас большую часть современной Калининградской области), Белоруссия, Украина, черноморское побережье России и северокавказские страны: Грузия, Армения и Азербайджан — где можно было наблюдать последние минуты полной фазы данного затмения на Земле. Не исключена возможность присутствия наблюдателей на западном побережье Каспийского моря в Туркменистане.
Во время данного полного солнечного затмения была сделана первая правильно отэкспонированная фотография полного солнечного затмения в истории человечества. Она была получена с использованием технологии дагеротипии в Кёнигсбергской обсерватории (Восточная Пруссия, сейчас Калининград). Автором данной фотографии является Берковский (Berkowski), местный дагеротипист и наблюдатель в Королевской обсерватории. Его имя никогда не было опубликовано. Для съёмки использовался маленький рефрактор (D=61 мм, F=812мм), что был прикреплён к 15,8-см фраунгоферовскому гелиометру, у которого было часовое ведение. Сразу после начала полной фазы затмения была начата 84-секундная экспозиция кадра, что впоследствии и стало первым снимком солнечной короны. Центр полосы затмения проходил в 30 км западнее Кёнигсбергской обсерватории и продолжительность полной фазы составила 2 минуты 55 секунд.